# Maurice Steyaert
Maurice Edouard Steyaert (Bellegem, 28 april 1897 - Beerzel, 16 april 1969) was een Belgisch ondernemer en politicus voor de CVP.

## Levensloop
Industrieel van beroep, werd Steyaert in 1946 verkozen tot senator in het kiesarrondissement Mechelen-Turnhout voor de CVP en vervulde dit mandaat tot in 1949.